# Шар
Шар (англ. ball; solid sphere) — геометрическое тело; совокупность всех точек пространства, находящихся от центра шара на расстоянии, не больше заданного. Это расстояние называется радиусом шара. Шар образуется вращением полукруга (или круга) вокруг его неподвижного диаметра. Этот диаметр называется осью шара, а оба конца указанного диаметра — полюсами шара. Поверхность шара называется сферой: замкнутый шар включает эту сферу, открытый шар — исключает.
Шар есть частный случай полной области Рейнхарта.

## Связанные определения
Если секущая плоскость проходит через центр шара, то сечение шара называется большим кругом. Другие плоские сечения шара называются малыми кругами. Площадь этих сечений вычисляется по формуле πR².

## Основные геометрические формулы
Площадь поверхности {\displaystyle S} и объём {\displaystyle V} шара радиуса {\displaystyle r} (и диаметром {\displaystyle d=2r}) определяются формулами:
- {\displaystyle S=\ 4\pi r^{2}}
{\displaystyle S=\ \pi d^{2}}
{\displaystyle V={\frac {4}{3}}\pi r^{3}}

Возьмём четверть круга радиуса R с центром в точке {\displaystyle \left(0;0\right)}. Уравнение окружности этого круга : {\displaystyle x^{2}+y^{2}=R^{2}}, откуда {\displaystyle y^{2}=R^{2}-x^{2}}.
Функция {\displaystyle y={\sqrt {R^{2}-x^{2}}},x\in (0;R)} непрерывная, убывающая, неотрицательная. При вращении четверти круга вокруг оси Ox образуется полушар, следовательно:
{\displaystyle {1 \over 2}V=\pi \int \limits _{0}^{R}(R^{2}-x^{2})dx=\pi \cdot {\Bigl .}\left(R^{2}x-{\frac {x^{3}}{3}}\right){\Bigr |}_{0}^{R}=\pi \cdot (R^{3}-{\frac {R^{3}}{3}})={\frac {2}{3}}\pi R^{3}}
Откуда {\displaystyle V={\frac {4}{3}}\pi R^{3}} Ч. т. д.
- {\displaystyle V={\frac {\pi d^{3}}{6}}}

{\displaystyle d=2r,V={4 \over 3}\pi r^{3}={4 \over 3}\pi \left({d \over 2}\right)^{3}={4 \over 3}\pi {\frac {d^{3}}{8}}={\frac {\pi d^{3}}{6}}} Ч. т. д.
Понятие шара в метрическом пространстве естественно обобщает понятие шара в евклидовой геометрии.

## Определения
Пусть дано метрическое пространство {\displaystyle (X,\rho )}. Тогда
- Шаром (или открытым шаром) с центром в точке {\displaystyle x_{0}\in X} и радиусом {\displaystyle r>0} называется множество

{\displaystyle B_{r}(x_{0})=\{x\in X\mid \rho (x,x_{0})<r\}.}
- Замкнутым шаром с центром в {\displaystyle x_{0}} и радиусом {\displaystyle r} называется множество

{\displaystyle D_{r}(x_{0})=\{x\in X\mid \rho (x,x_{0})\leqslant r\}.}

### Замечания
Шар радиуса {\displaystyle r} с центром {\displaystyle x_{0}} также называют {\displaystyle r}-окрестностью точки {\displaystyle x_{0}}.

## Свойства
- Шар является открытым множеством в топологии, порождённой метрикой {\displaystyle \rho }.
- Замкнутый шар — замкнутым множеством в топологии, порождённой метрикой {\displaystyle \rho }.
- По определению такой топологии открытые шары с центрами в любой точке {\displaystyle X} являют собой её базу.
- Очевидно, {\displaystyle B_{r}(x_{0})\subset D_{r}(x_{0})}. Однако, вообще говоря, замыкание открытого шара может не совпадать с замкнутым шаром: {\displaystyle {\overline {B_{r}(x_{0})}}\neq D_{r}(x_{0}).}
  - Например: пусть {\displaystyle (X,\rho )} — дискретное метрическое пространство, и {\displaystyle X} состоит из более, чем двух точек. Тогда для любого {\displaystyle x\in X} имеем:

{\displaystyle B_{1}(x)=\{x\},\;{\overline {B_{1}(x)}}=\{x\},\;D_{1}(x)=X.}
- Диаграммы шара Рейнхарта и Хартогса
- Диаграмма Рейнхарта шара в {\displaystyle \mathbb {C} ^{2}}
- Диаграмма Рейнхарта шара в {\displaystyle \mathbb {C} ^{3}}
- Диаграмма Хартогса шара в {\displaystyle \mathbb {C} ^{2}}

### Объём
Объём n-мерного шара радиуса R в n-мерном евклидовом пространстве:
{\displaystyle V_{n}(R)={\frac {\pi ^{n/2}}{\Gamma ({\frac {n}{2}}+1)}}R^{n},}
где Γ — это эйлеровская гамма-функция (которая является расширением факториала на поле действительных и комплексных чисел). Используя частные представления гамма-функции для целых и полуцелых значений, можно получить формулы объёма n-мерного шара, которые не требуют гамма-функции:
{\displaystyle V_{2k}(R)={\frac {\pi ^{k}}{k!}}R^{2k}},
{\displaystyle V_{2k+1}(R)={\frac {2^{k+1}\pi ^{k}}{(2k+1)!!}}R^{2k+1}={\frac {2(k!)(4\pi )^{k}}{(2k+1)!}}R^{2k+1}}.
Знаком !! здесь обозначен двойной факториал.
Эти формулы также можно свести в одну общую:
{\displaystyle V_{n}(R)={\frac {2^{\left[{\frac {n+1}{2}}\right]}\pi ^{\left[{\frac {n}{2}}\right]}}{n!!}}R^{n}}.
Обратная функция для выражения зависимости радиуса от объёма:
{\displaystyle R_{n}(V)={\frac {\Gamma (n/2+1)^{1/n}}{\sqrt {\pi }}}V^{1/n}}.
Эта формула также может быть разделена на две: для пространств с чётным и нечётным количеством размерностей, используя факториал и двойной факториал вместо гамма-функции:
{\displaystyle R_{2k}(V)={\frac {(k!V)^{1/2k}}{\sqrt {\pi }}}},
{\displaystyle R_{2k+1}(V)=\left({\frac {(2k+1)!!V}{2^{k+1}\pi ^{k}}}\right)^{1/(2k+1)}}.

#### Рекурсия
Формулу объёма также можно выразить в виде рекурсивной функции. Эти формулы могут быть доказаны непосредственно или выведены из основной формулы, представленной выше. Проще всего выразить объём n-мерного шара через объём шара размерности {\displaystyle n-2} (при условии, что они имеют одинаковый радиус):
{\displaystyle V_{n}(R)={\frac {2\pi R^{2}}{n}}V_{n-2}(R)}.
Также существует формула объёма n-мерного шара в зависимости от объёма (n−1)-мерного шара того же радиуса:
{\displaystyle V_{n}(R)=R{\sqrt {\pi }}{\frac {\Gamma ({\frac {n+1}{2}})}{\Gamma ({\frac {n}{2}}+1)}}V_{n-1}(R)}.
То же без гамма-функции:
{\displaystyle {\begin{aligned}V_{2k}(R)&=R\pi {\frac {(2k-1)!!}{2^{k}k!}}V_{2k-1}(R)=R\pi {\frac {(2k-1)(2k-3)\cdots 5\cdot 3\cdot 1}{(2k)(2k-2)\cdots 6\cdot 4\cdot 2}}V_{2k-1}(R),\\V_{2k+1}(R)&=2R{\frac {2^{k}k!}{(2k+1)!!}}V_{2k}(R)=2R{\frac {(2k)(2k-2)\cdots 6\cdot 4\cdot 2}{(2k+1)(2k-1)\cdots 5\cdot 3\cdot 1}}V_{2k}(R).\end{aligned}}}

#### Пространства младших размерностей
Формулы объёма для некоторых пространств младших размерностей:
| Кол-во измерений | Объём шара радиуса R                           | Радиус шара объёма V                                          |
| ---------------- | ---------------------------------------------- | ------------------------------------------------------------- |
| 1                | {\displaystyle 2R}                             | {\displaystyle V/2}                                           |
| 2                | {\displaystyle \pi R^{2}}                      | {\displaystyle {\frac {V^{1/2}}{\sqrt {\pi }}}}               |
| 3                | {\displaystyle {\frac {4\pi }{3}}R^{3}}        | {\displaystyle \left({\frac {3V}{4\pi }}\right)^{1/3}}        |
| 4                | {\displaystyle {\frac {\pi ^{2}}{2}}R^{4}}     | {\displaystyle {\frac {(2V)^{1/4}}{\sqrt {\pi }}}}            |
| 5                | {\displaystyle {\frac {8\pi ^{2}}{15}}R^{5}}   | {\displaystyle \left({\frac {15V}{8\pi ^{2}}}\right)^{1/5}}   |
| 6                | {\displaystyle {\frac {\pi ^{3}}{6}}R^{6}}     | {\displaystyle {\frac {(6V)^{1/6}}{\sqrt {\pi }}}}            |
| 7                | {\displaystyle {\frac {16\pi ^{3}}{105}}R^{7}} | {\displaystyle \left({\frac {105V}{16\pi ^{3}}}\right)^{1/7}} |
| 8                | {\displaystyle {\frac {\pi ^{4}}{24}}R^{8}}    | {\displaystyle {\frac {(24V)^{1/8}}{\sqrt {\pi }}}}           |
| 9                | {\displaystyle {\frac {32\pi ^{4}}{945}}R^{9}} | {\displaystyle \left({\frac {945V}{32\pi ^{4}}}\right)^{1/9}} |
| 10               | {\displaystyle {\frac {\pi ^{5}}{120}}R^{10}}  | {\displaystyle {\frac {(120V)^{1/10}}{\sqrt {\pi }}}}         |

#### Пространства старших размерностей
При стремлении количества размерностей к бесконечности объём шара единичного радиуса стремится к нулю. Это может быть выведено из рекурсивного представления формулы объёма.
- Объём гипершара
- Объём гипершара размерности {\displaystyle n} единичного радиуса в зависимости от {\displaystyle n}

## Гипершар
Гиперсфе́ра (от др.-греч. ὑπερ- «сверх-» + σφαῖρα «шар») — гиперповерхность в {\displaystyle n}-мерном евклидовом пространстве, образованная точками, равноудалёнными от заданной точки, называемой центром сферы.
- при {\displaystyle n=1} гиперсфера вырождается в две точки, равноудалённые от центра;
- при {\displaystyle n=2} она представляет собой окружность;
- при {\displaystyle n=3} гиперсфера является сферой.
- при {\displaystyle n=4} гиперсфера является 3-сферой.
- при {\displaystyle n=5} гиперсфера является 4-сферой.

…
- при {\displaystyle n=8} гиперсфера является 7-сферой. 7-сфера примечательна тем, что эта размерность первая, в которой существуют экзотические сферы, то есть многообразия, гомеоморфные стандартной 7-сфере, но не диффеоморфные[3].

Расстояние от центра гиперсферы до её поверхности называется радиусом гиперсферы.
Гиперсфера является {\displaystyle (n-1)}-мерным подмногообразием в {\displaystyle n}-мерном пространстве, все нормали к которому пересекаются в её центре.
Гиперсфера радиуса {\displaystyle R} с центром в точке {\displaystyle a=\left\{a_{1},a_{2},\dots a_{n}\right\}} задаётся как геометрическое место точек, удовлетворяющих условию:
{\displaystyle (x_{1}-a_{1})^{2}+(x_{2}-a_{2})^{2}+\cdots +(x_{n}-a_{n})^{2}=R^{2}}

## Сферический слой
Сферический слой — область, заключённая между двумя концентрическими сферами различных радиусов.
Устаревшие синонимы: сферическая оболочка; шаровой слой.
Тонкий сферический слой может называться тонкостенной сферой (англ. thin-walled spherical shell).
Сферический слой представляет собой частный случай выпуклого слоя.

### Определение сферического слоя
Сферический слой — точечное множество {\displaystyle S} комплексного пространства {\displaystyle \mathbb {C} ^{n}(z)}, которое можно определить как следующую разность двух концентрических шаров с центром в точке {\displaystyle a}, где уменьшаемое — открытый шар, а вычитаемое — замкнутый шар:
{\displaystyle S=B(a,\,R)\setminus {\bar {B}}(a,\,r),\quad } {\displaystyle 0<r<R},
или сразу как следующее обобщённое кольцо с центром в начале координат:
{\displaystyle S=\{z\in \mathbb {C} ^{n}\colon \,r<|z|<R,\,0<r<R\}}.
В случае простейшего комплексно-вещественного пространства {\displaystyle \mathbb {C} \times \mathbb {R} (z,\,u)} сферический слой {\displaystyle S} с центром в начале координат можно определить следующей формулой:
{\displaystyle S=\{(z,\,u)\in \mathbb {C} \times \mathbb {R} \colon \,r^{2}<|z|^{2}+u^{2}<R^{2}\}.}

## Шаровой слой
Шаровой слой — часть шара, ограниченная двумя параллельными плоскостями, пересекающими шар.
- Основания шарового слоя — это сечения шара, образовавшиеся в результате пересечения шара двумя параллельными плоскостями.
- Высота шарового слоя — это расстояние между основаниями слоя.
- Объём шарового слоя можно найти как разность объёма двух шаровых сегментов:
    {\displaystyle V=\pi \left[H_{1}^{2}\left(R-{\frac {1}{3}}H_{1}\right)-H_{2}^{2}\left(R-{\frac {1}{3}}H_{2}\right)\right],}
где {\displaystyle V} — объём шарового слоя, {\displaystyle H_{1}} — высота большего шарового сегмента, {\displaystyle H_{2}} — высота меньшего шарового сегмента, {\displaystyle R} — радиус шара.
- Площадь сферической части поверхности шарового слоя (так называемый сферический пояс) зависит только от высоты слоя и радиуса шара[14]:
{\displaystyle S=2\pi Rh,}

где {\displaystyle S} — площадь сферического пояса, {\displaystyle h} — высота шарового слоя, {\displaystyle R} — радиус шара.

## Примеры
- Пусть {\displaystyle \mathbb {R} ^{d}} — евклидово пространство с обычным евклидовым расстоянием. Тогда

- если {\displaystyle d=1} (пространство — прямая), то

{\displaystyle B_{r}(x_{0})=\{x\in \mathbb {R} \mid |x-x_{0}|<r\}=\left(x_{0}-{r},x_{0}+{r}\right),}
{\displaystyle D_{r}(x_{0})=\{x\in \mathbb {R} \mid |x-x_{0}|\leq r\}=\left[x_{0}-{r},x_{0}+{r}\right].}
 — открытый и замкнутый отрезок соответственно.
- если {\displaystyle d=2} (пространство — плоскость), то
{\displaystyle B_{r}((x_{0},y_{0}))=\left\{(x,y)\in \mathbb {R} ^{2}\mid {\sqrt {(x-x_{0})^{2}+(y-y_{0})^{2}}}<r\right\},}
{\displaystyle D_{r}((x_{0},y_{0}))=\left\{(x,y)\in \mathbb {R} ^{2}\mid {\sqrt {(x-x_{0})^{2}+(y-y_{0})^{2}}}\leq r\right\}}

 — открытый и замкнутый диск соответственно.
- если {\displaystyle d=3}, то
{\displaystyle B_{r}((x_{0},y_{0},z_{0}))=\left\{(x,y,z)\in \mathbb {R} ^{3}\mid {\sqrt {(x-x_{0})^{2}+(y-y_{0})^{2}+(z-z_{0})^{2}}}<r\right\},}
{\displaystyle D_{r}((x_{0},y_{0},z_{0}))=\left\{(x,y,z)\in \mathbb {R} ^{3}\mid {\sqrt {(x-x_{0})^{2}+(y-y_{0})^{2}+(z-z_{0})^{2}}}\leq r\right\}}

 — открытый и замкнутый стереометрический шар соответственно.
- В иных метриках шар может иметь иную геометрическую форму. Например, определим в евклидовом пространстве {\displaystyle \mathbb {R} ^{d}} метрику следующим образом:
{\displaystyle \rho (x,y)=\sum \limits _{i=1}^{d}\|x_{i}-y_{i}\|,\quad x=(x_{1},\ldots ,x_{d})^{\top },y=(y_{1},\ldots ,y_{d})^{\top }\in \mathbb {R} ^{d}.}

Тогда
- если {\displaystyle d=2}, то {\displaystyle U_{r}(x_{0})} — это открытый квадрат с центром в точке {\displaystyle x_{0}} и сторонами длины {\displaystyle {\sqrt {2}}}, расположенными по диагонали к координатным осям.
- если {\displaystyle d=3}, то {\displaystyle U_{r}(x_{0})} — это открытый трёхмерный октаэдр.